# Isla Larga (Bahamas)

Mapa de Bahamas.

Isla Larga (en inglés: Long Island) es una isla de ochenta millas (casi 130 kilómetros) de largo en las Bahamas, que está dividida por el trópico de Cáncer. La isla posee solo cuatro millas (6 km) de ancho, pero se extiende por un trecho de mayor longitud. Isla Larga esta a aproximadamente 165 millas o 265 kilómetros al sureste de Nassau. Algunos de los principales asentamientos son Clarence City o Ciudad Clarence, que es la capital de la isla, Hamilton (famoso por su cueva de viajes), The Buckley, Scrub Hill, Simms, Salt Pond y Stella Maris. Isla Larga es uno de los distritos de las Bahamas reconocidos como uno de los más pintorescos de todo el archipiélago.
Isla Larga, conocida originariamente por los pueblos arahuacos como «Yuma», fue rebautizada como «Isla Fernandina» por el navegante Cristóbal Colón quien la descubrió durante su primer viaje en 1492. Evidencia arqueológica muestra que la tribu taína Lucayan vivía en Isla Larga, como lo hicieron en toda la cadena de islas de Bahamas. Después de la desaparición de los lucayos, fueron llevados como esclavos a las islas de La Española y Cuba, desde entonces no hubo grandes asentamientos hasta la llegada de norteamericanos leales a la Corona Británica.
Los leales a la Corona eran personas procedentes principalmente de Nueva Inglaterra y Nueva Jersey que huyeron de la Revolución Americana. Numerosas familias se asentaron en la época en Isla Larga, lo que produjo el establecimiento de algunas plantaciones de algodón y otras actividades como la cría de ganado y ovejas. Las plantaciones florecieron por solo unos pocos años y, en el momento de la abolición de la esclavitud en 1834, la mayoría de ellos se habían marchado. Hay muchas ruinas de esta época hoy en día, la mayoría de las cuales han sido cubiertas por la selva. También hay restos de algunas de las casas construidas después de la esclavitud, que por lo general son pequeñas y construidas de piedra. Originalmente tenían techos de paja, hoy, la mayoría son modernas. Los descendientes de estas familias siguen estando muy extendidos en la isla. La población de Isla Larga es de aproximadamente 4000 habitantes.
Parte de la economía se basa en el turismo, la agricultura y la pesca. Los habitantes cultivan guisantes, maíz, plátanos y piñas, y poseen pequeños animales como cerdos, gallinas, cabras y ovejas. Algunos se utilizan como ganado para la exportación. Los turistas disfrutan de la vela, pesca, buceo, snorkeling y del relajarse en playas y el estudio de su peculiar paisaje, que consisten de colinas escarpadas y olas a lo largo de la costa oriental del Atlántico, con aguas más tranquilas en la costa oeste.

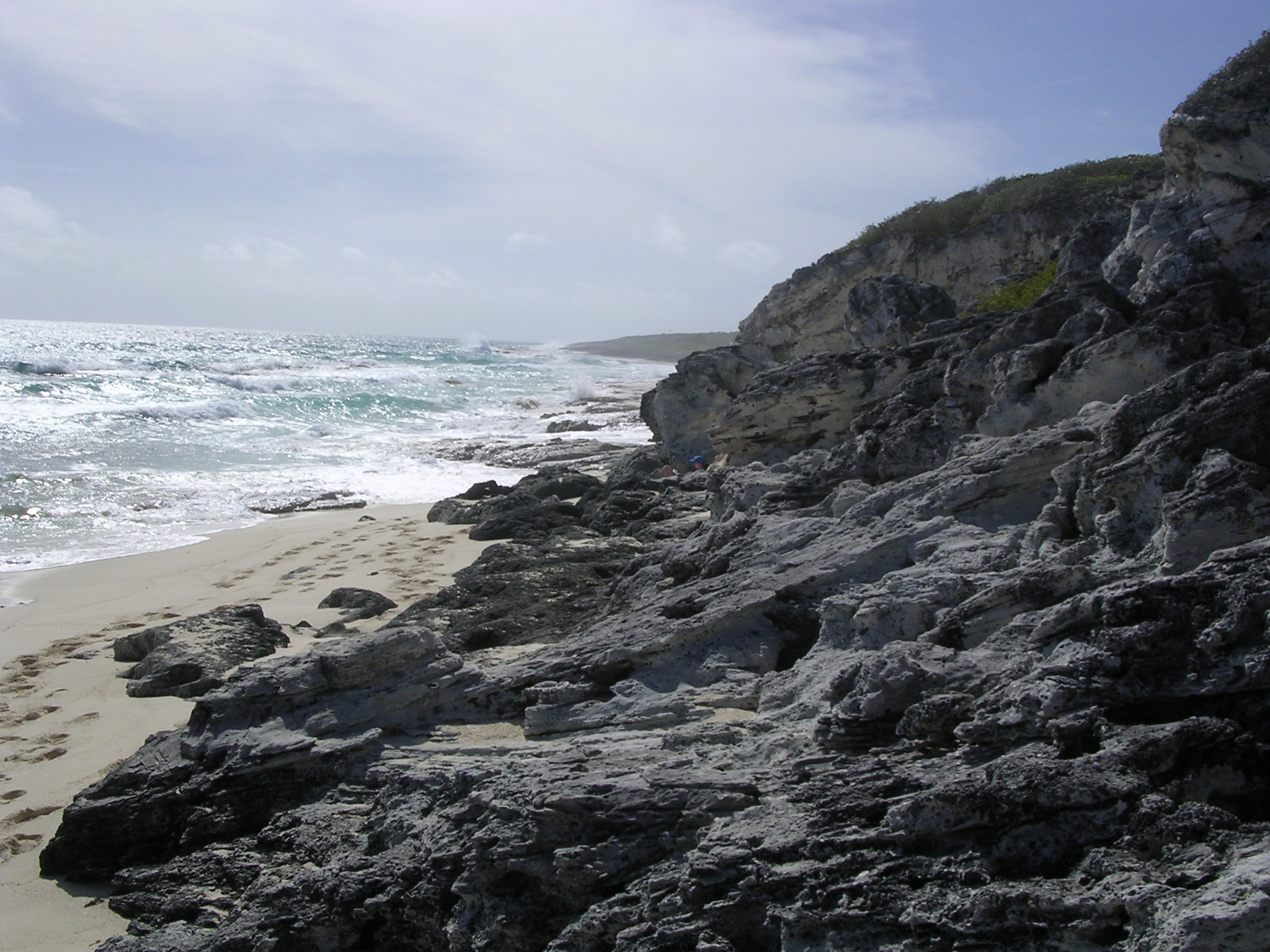
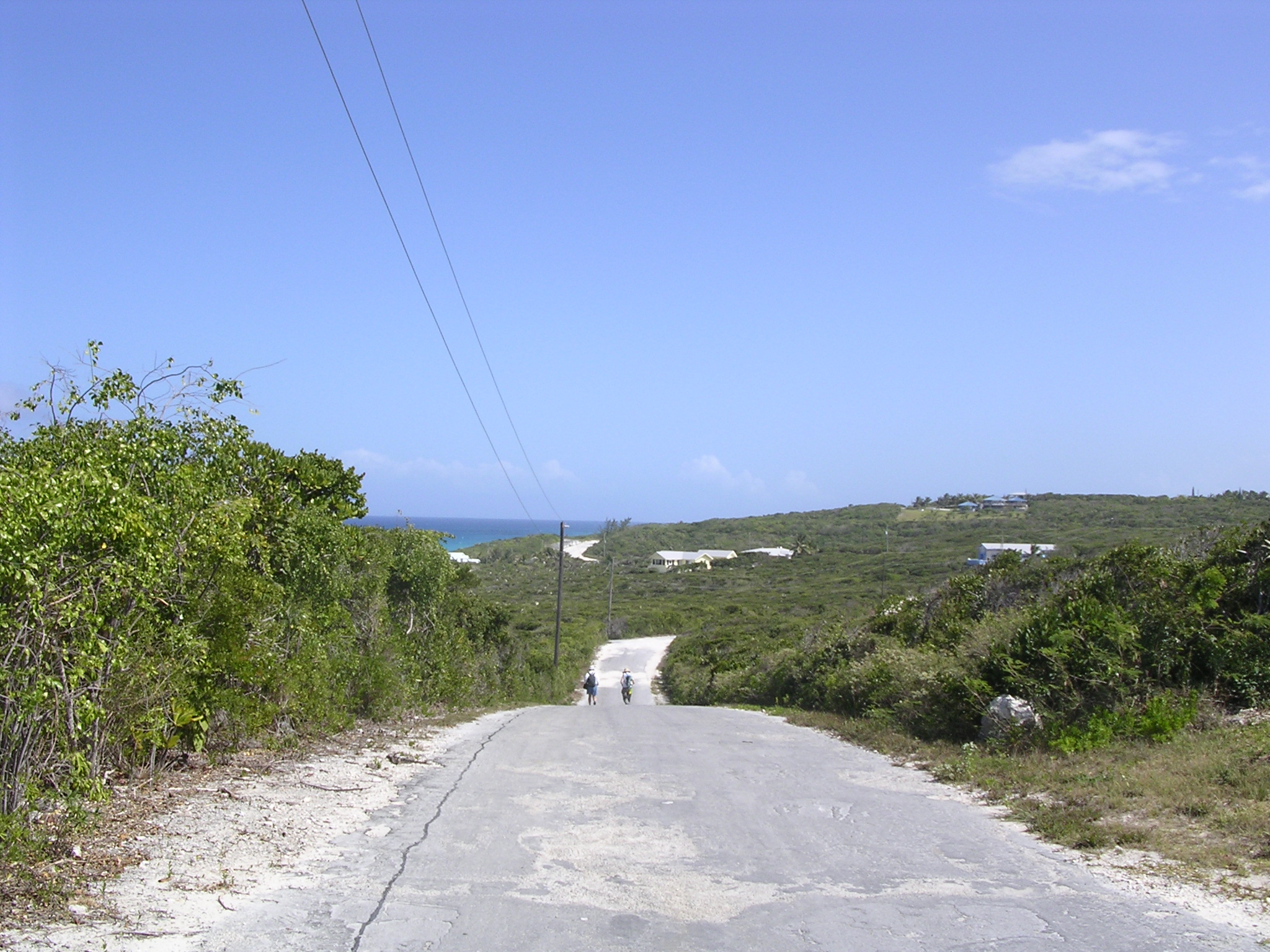
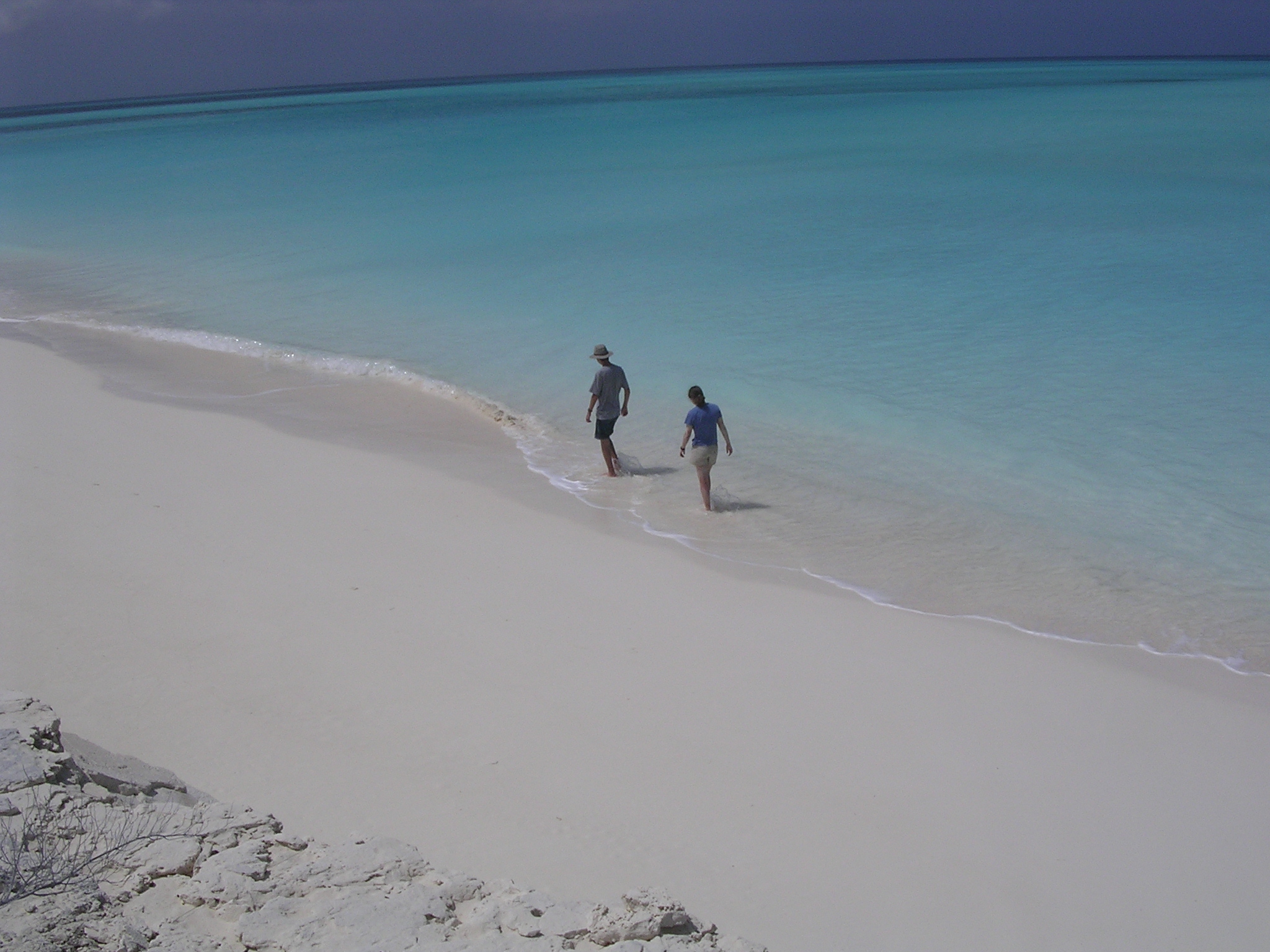
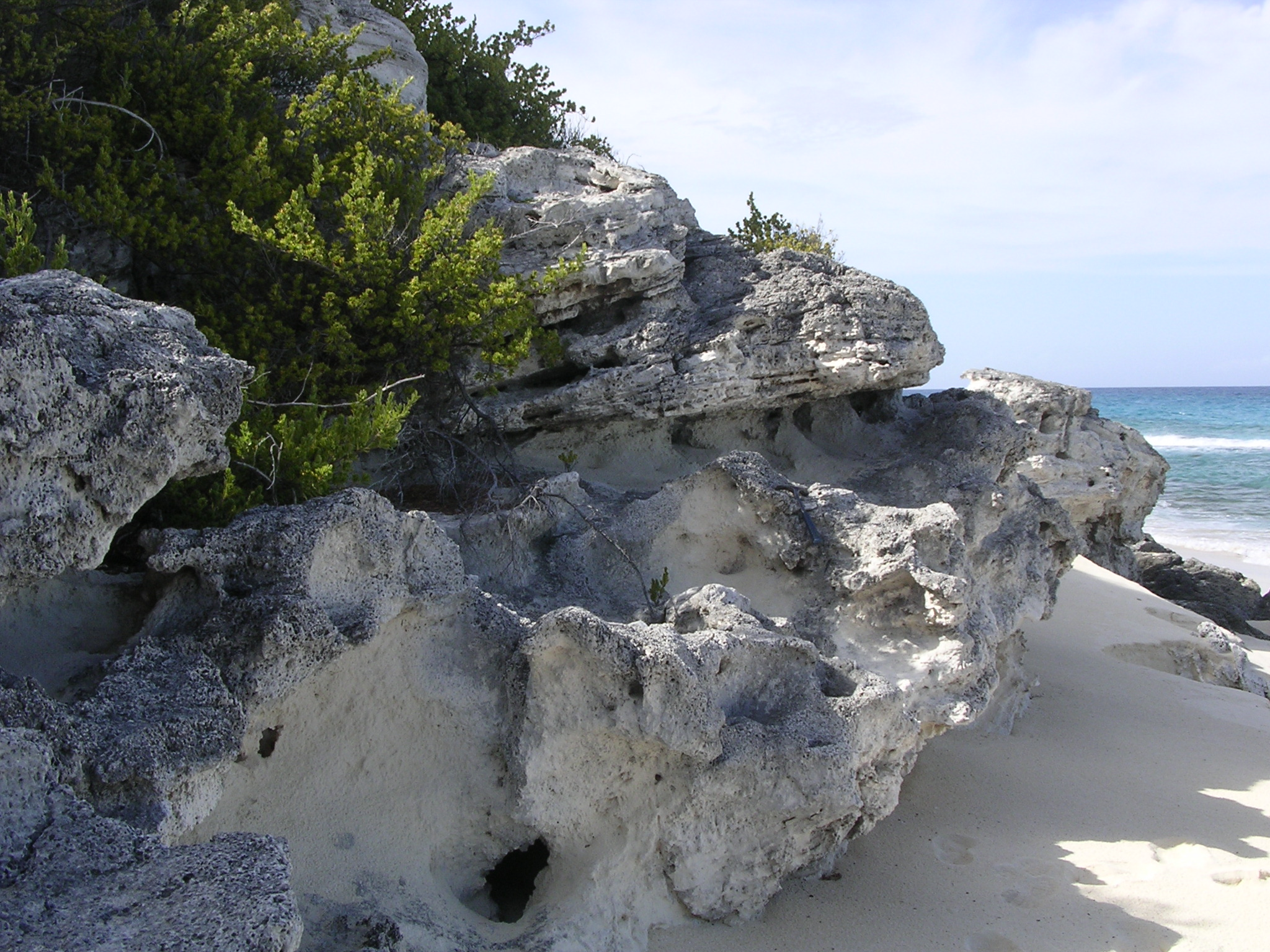
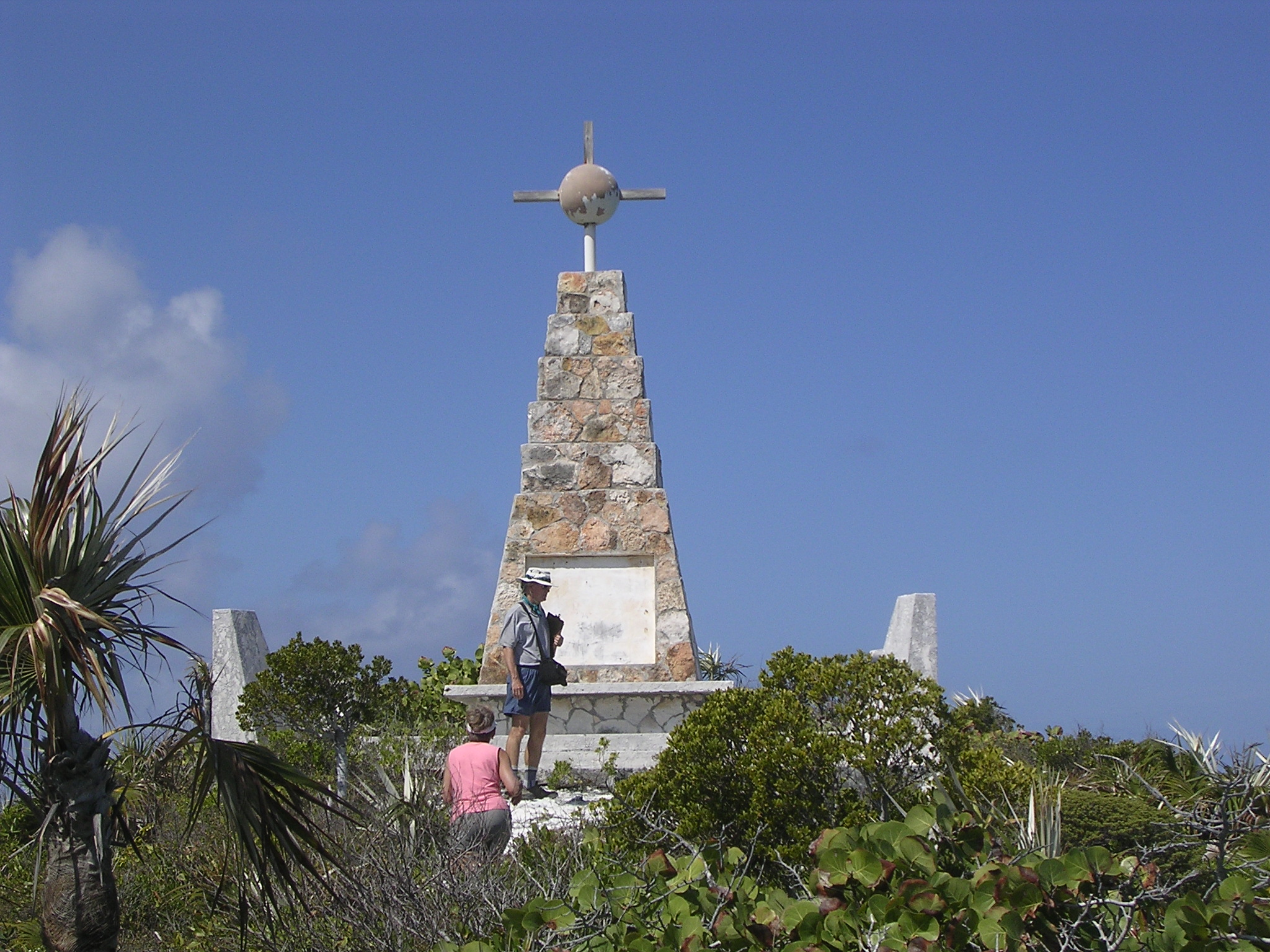